# Makiejewka (obwód kurski)
Makiejewka (ros. Макеевка) – wieś (ros. деревня, trb. dieriewnia) w zachodniej Rosji, w sielsowiecie rusanowskim rejonu fatieżskiego w obwodzie kurskim.

## Geografia
Miejscowość położona jest 4 km od centrum administracyjnego sielsowietu (Basowka), 5,5 km na południowy zachód od centrum administracyjnego rejonu (Fatież), 46 km na północny zachód od Kurska, 3 km od drogi magistralnej (federalnego znaczenia) M2 «Krym» (część trasy europejskiej E105).
We wsi znajduje się 7 posesji.
Klimat
Miejscowość, jak i cały rejon, znajduje się w strefie klimatu kontynentalnego z łagodnym ciepłym latem i równomiernie rozłożonymi opadami rocznymi (Dfb w klasyfikacji klimatów Köppena).

## Demografia
W 2010 r. wieś nie była zamieszkana.